# Witham
Witham è una cittadina di 22 500 abitanti della contea dell'Essex, in Inghilterra.

## Amministrazione

### Gemellaggi
- Waldbröl, Germania